# Grazende kalfjes
Grazende kalfjes is een schilderij van Piet Mondriaan in het Mondriaanhuis in Amersfoort.

## Voorstelling
Het stelt een weidelandschap voor aan een sloot. In de weide staan enkele knotwilgen met daartussen vier grazende kalveren. De titel is gebaseerd op de inscriptie ‘No.2 "Grazende Kalfjes"’ op de achterzijde van het schilderij, op het spieraam.

## Toeschrijving en datering
Het schilderij werd tot 6 september 2006 niet aan Piet Mondriaan toegeschreven, maar aan zijn oom, Frits. De ‘P’ in de signatuur linksonder was op een bepaald moment vervangen door een ‘F’, mogelijk omdat Frits in het verleden een meer gevraagde schilder was dan Piet. Daarnaast staat op de achterzijde, op het spieraam, het opschrift ‘Mondriaan - Ringdijk 81’. Piet Mondriaan stond van 6 mei 1903 tot 18 januari 1904 ingeschreven op dit adres in de Watergraafsmeer.
Onder de voorstelling bevindt zich een stilleven met appels, een kom, een vaas en boeken. Het werk werd op 4 juli 2007 onderzocht in de synchrotron van de European Synchrotron Radiation Facility in Grenoble.

## Herkomst
Het werk maakte waarschijnlijk deel uit van de veiling B.L. Voskuil in Amsterdam op 4 mei 1909, waar het aangeboden werd als Landschap met vee door Piet Mondriaan. Dit is – voor zover bekend – het eerste schilderij van Mondriaan dat op een veiling verscheen. Omstreeks 1998 werd het verworven door Venema antiques & classic cars in Drempt. Deze liet het op 6 september 2006 veilen bij veilinghuis Christie's in Amsterdam (als Frits Mondriaan). De koper, kunsthandel Simonis & Buunk, gaf het op 16 juni 2010 in bruikleen aan het Mondriaanhuis in Amersfoort.